# 乗杉澄夫
乗杉 澄夫（のりすぎ すみお、1953年 - ）は、日本の経済学者。和歌山大学経済学部教授。専門は社会政策、労働経済。

## 人物
1953年神奈川県生まれ。東北大学大学院修了。博士（経済学）。ドイツ労使関係の歴史的研究や、失業と雇用政策、ホワイトカラーの仕事と能力形成を研究している。

## 著書

### 単著
- 『ヴィルヘルム帝政期ドイツの労働争議と労使関係』（ミネルヴァ書房、1997年）